# Капсалис, Эффи
Эффи Капсалис (англ. Effie Kapsalis, 21 апреля 1971, Чикаго — 11 декабря 2022, Мэриленд) — американская сторонница открытого доступа, известная своей работой, связанной с цифровыми программами и инициативами, в том числе продвигаемыми Смитсоновским институтом.

## Ранние годы
Капсалис родилась 21 апреля 1971 года в Чикаго, штат Иллинойс. Родители — Андреас Капсалис (греческого происхождения) и Гленда Холи Капсалис.
Окончила Индианский университет в Блумингтоне по специальности «французский язык и литература». Затем она получила степень магистра в Университете искусств Филадельфии в области промышленного дизайна и универсальных технологий.
В 2008 г. вышла замуж, в 2011 г. родилась дочь Мелина. Эффи гордилась своим греческим происхождением, и нашла возможность свозить свою маленькую дочь в Грецию.

## Карьера
В качестве старшего специалиста по цифровым программам Смитсоновского института Капсалис возглавляла команду, ответственную за создание в 2020 году открытого доступа в Интернете для 2,8 миллиона двух- и трёхмерных изображений высокого разрешения из коллекций института. Она работала над тем, чтобы сделать архивные коллекции Смитсоновского института более доступными в Интернете, и вела серию блогов под названием Wonderful Women Wednesday («Чудесные женщины в среду»). Работа Капсалис была представлена на Open Minds…from Creative Commons в 2021 году.
В 2013 году Капсалис и Сара Снайдер были удостоены первой награды «За выдающиеся заслуги» от Викимедиа округа Колумбия за свою работу в Смитсоновском институте, призывающую людей научиться редактировать Википедию. 
В 2016 году Капсалис участвовала в дискуссии «South by Southwest (SXSW)»  «Отдайте, чтобы разбогатеть: открытое культурное наследие», в которой она представила свой отчёт за 2016 год «Влияние открытого доступа на галереи, библиотеки, музеи и архивы». С тех пор «Влияние открытого доступа» было процитировано более чем 40 рецензируемыми публикациями.
После долгой борьбы с депрессией Капсалис покончила жизнь самоубийством в своём доме в Мэриленде 11 декабря 2022 года в возрасте 51 года.

## Публикации
- Kapsalis, Effie (2 января 2019). Wikidata: Recruiting the Crowd to Power Access to Digital Archives. Journal of Radio & Audio Media (англ.). 26 (1): 134–142. doi:10.1080/19376529.2019.1559520. ISSN 1937-6529.
- Kapsalis, Effie (1 июня 2016). Making History with Crowdsourcing. Collections: A Journal for Museum and Archives Professionals. 12 (2): 187–197. doi:10.1177/155019061601200211.
- Kapsalis, Effie. The Impact of Open Access on Galleries, Libraries, Museums, & Archives. Smithsonian Institution (27 апреля 2016). Дата обращения: 15 декабря 2022.
- Kapsalis, Effie, et al. (17 September 2009). "Smithsonian Team Flickr: a library, archives, and museums collaboration in web 2.0 space" (PDF). Archive Science. 8 (4):267–277. . Open access deposit. Retrieved 8 January 2023.